# Ново-Дубовский сельсовет
Ново-Дубовский сельсове́т — сельское поселение в Хлевенском районе Липецкой области. 
Административный центр — село Новое Дубовое.

## История
В соответствии с законами Липецкой области №114-оз от 02.07.2004 и №126-оз от 23.09.2004 сельсовет наделён статусом сельского поселения, установлены границы муниципального образования.

## Население
| 2009  | 2010  | 2012  | 2013  | 2014  | 2015  | 2016  |
| ----- | ----- | ----- | ----- | ----- | ----- | ----- |
| 1471  | ↘1363 | ↘1329 | ↘1269 | ↘1211 | ↘1178 | ↗1181 |
| 2017  | 2018  | 2021  |       |       |       |       |
| ↘1145 | ↘1119 | ↗1292 |       |       |       |       |

## Состав сельского поселения
| № | Населённый пункт | Тип населённого пункта       | Население |
| - | ---------------- | ---------------------------- | --------- |
| 1 | Новое Дубовое    | село, административный центр | ↗1292     |